# Condado de Redwood
El condado de Redwood (en inglés: Redwood County), fundado en 1862, es un condado del estado estadounidense de Minnesota. En el año 2000 tenía una población de 16.815 habitantes con una densidad de población de 7 personas por km². La sede del condado es Redwood Falls.

## Geografía
Según la oficina del censo el condado tiene una superficie total de 2282 km² (881,1 mi²), de los que 2278 km² (879,5 mi²) son tierra y 4 km² (1,5 mi²) (0,17%) son agua. El río Redwood atraviesa el condado existiendo varios lagos naturales.

### Condados adyacentes
- Condado de Renville - noreste
- Condado de Brown - este
- Condado de Cottonwood - sur
- Condado de Murray - suroeste
- Condado de Lyon - oeste
- Condado de Yellow Medicine - noroeste

### Principales carreteras y autopistas
- U.S. Autopista 14
- U.S. Autopista 71
- Carretera estatal 19
- Carretera estatal 67
- Carretera estatal 68
- Carretera estatal 330

## Demografía
Según el censo del 2000 la renta per cápita media de los habitantes del condado era de 37.352 dólares y el ingreso medio de una familia era de 46.250 dólares. En el año 2000 los hombres tenían unos ingresos anuales 30.251 dólares frente a los 21.481 dólares que percibían las mujeres. El ingreso por habitante era de 18.903 dólares y alrededor de un 7,70% de la población estaba bajo el umbral de pobreza nacional.

## Ciudades y pueblos
- Belview
- Clements
- Delhi
- Lamberton
- Lucan
- Milroy
- Morgan
- Redwood Falls †
- Revere
- Rowena
- Sanborn
- Seaforth
- Vesta
- Wabasso
- Walnut Grove
- Wanda